# Јасуто Хонда
Јасуто Хонда (јап. 本田 泰人; 25. јун 1969) бивши је јапански фудбалер.

## Каријера
Током каријере је играо за Хонда и Кашима Антлерс.

## Репрезентација
За репрезентацију Јапана дебитовао је 1995. године. За тај тим је одиграо 29 утакмица и постигао 1 гол.

## Статистика
| Јапан  | Јапан   | Јапан  |
| Година | Наступи | Голови |
| ------ | ------- | ------ |
| 1995.  | 2       | 0      |
| 1996.  | 13      | 0      |
| 1997.  | 14      | 1      |
| Укупно | 29      | 1      |